# ウィリアム・ヘップバーン・ラッセル
ウィリアム・ヘップバーン・ラッセル(William Hepburn Russell、1812年1月31日 – 1872年10月10日） は、アメリカ合衆国の実業家。アレクサンダー・メジャーズおよびウィリアム B. ワデルと共に、貨物運送会社のラッセル・メジャーズ・ワデル駅馬車会社であるセントラル オーバーランド カリフォルニアおよびポニー・エクスプレスの親会社であるパイクス ピーク エクスプレス カンパニーのパートナーであった。彼の公的な人生は、成功したものもあれば失敗したものもある、数多くのビジネスベンチャーの一つである。ラッセルは、ハンサムな男として描かれ、人生の大部分を米国西部のフロンティアの先端で生き、東海岸の上流階級の環境にいるよりも生き生きとしていた。

## 生い立ち
1812年1月31日にバーモント州バーリントンで生まれた。1820年代初頭の子供のころに、家族と共にミズーリ州西部に引っ越した。1826年時点で、正式な教育をほとんど受けていなかった。1828年、16歳でミズーリ州リバティのイーリー&カーティス雑貨店で働き始めた。2年後の1830年に、ジェームズ・アウルとサミュエル・リンゴの経営する商社で働き始め、そこで卸売業について学んだ。

## 結婚と家族
1835年、ハリエット・エリオット・ウォルダーと結婚したが、彼女の社会的地位は彼を助けた。

## 初期ビジネス ベンチャー
1837年、25歳の時にアウルとリンゴの会社を辞めて独立した。1840年に、将来の事業の共同経営者となるウィリアム B. ワデルと共にレキシントン・ファースト・アディション会社を立ち上げるのを手伝った。1844年、ラッセルとジェームズ H. ブラードは借金してブラード&ラッセルの共同経営契約を結び、雑貨店をオープンした。
このパートナーシップには、すぐに、E. C. マッカーティーも参加し、ニューメキシコ州サンタフェへの輸送事業へと拡大・発展した。その後、ラッセルは設立されたワデル・ラムゼイ & Co. のパートナーになった。これらの初期のビジネス・ベンチャーのいくつかは失敗に終わったが、1848年までに、ミズーリ州レキシントンに20部屋の邸宅を建設するのには十分な成功であった。
1850年、ラッセルはジェームス・ブラウンおよびジョン S. ジョーンズと協力して軍用貨物輸送事業に参入した。この協力関係は、1850年にブラウンが亡くなった直後に解消された。1852年、ラッセルはウィリアム B. ワデルと再提携して商社を設立し、1854年まで軍用品をサンタフェに輸送していた。

## ポニーエクスプレス
1854年12月28日、アレクサンダー・メジャーズはラッセル＆ワデルに加わり、ラッセル・メジャーズ・ワデル社を設立した。この会社は、ミズーリ川の西にある軍事要塞への軍用品補給の大半を陸軍省と契約した。ラッセルは、ワシントンD.C.、フィラデルフィア、ニューヨーク市で会社の代表として、陸軍省との契約や、銀行などから融資を受けられるように働きかけた。ラッセル・メジャーズ・ワデル社は西部ミズーリ州で最大の貨物輸送会社になった。
1858年7月、グリーン ラッセルとサム ベイツがコロラド州で少量の金を発見したとき、パイクス ピーク ゴールド ラッシュが始まった。ウィリアム・ラッセルは、そのニュースを聞いたとき、カンザス州レブンワースにいたが、このゴールド ラッシュがこの地域への大規模な移住の始まりであると信じたラッセルは、以前のパートナーであるジョン S. ジョーンズと共に、新しい投資家を集め、資金を借りて、デンバーまで走るための駅と急行列車を編成した。この新しいサービスはレブンワース シティ & パイクス ピーク エクスプレス会社と呼ばれ、カンザス川の共和党とスモーキー ヒルの分岐点の間の小道でパイクス ピーク地域との間で「乗客、郵便、貨物、および金」を輸送した。事業資金を調達するために、ラッセルとジョーンズは米国政府に郵便物を配達する契約を結びたいと考え、1859年5月11日、ミズーリ州セントジョセフとソルトレークの間の郵便契約を所有していたホッカデイ & カンパニーを買収した。都市。郵便契約は 1860年11月まで続き、郵便局が配達の頻度と支払いを減らすまで利益を上げた。
ラッセルとジョーンズは 2 つの会社を統合した後、デンバーのコーチをホッカデイのより北のルートに変更し、元のルートを6週間も経たないうちに走らせた。同社は、ルートに沿って16 ～ 40 マイル離れた新しい駅を建設した。新しい駅の建設と元のルートの駅の放棄は、会社にとって財政的な負担となった。
1859年の秋までに、レブンワース シティ & パイクズ ピーク エクスプレス会社の債権者は 525,000 ドル以上の債務を負っており、債務は会社を崩壊させる恐れがあった。ラッセルは、レブンワース シティ & パイクス ピーク エクスプレス カンパニーのアレクサンダー メジャーズやウィリアム ワデルと提携していませんでした。彼らは、移住が持続するのか、一時的な流行に過ぎないのかを知るのは時期尚早だと考えていた。しかし、それでもラッセルがラッセル、メジャーズ、ワデルの評判を利用して、レブンワース シティ & パイクス ピーク エクスプレス会社の信用を確保することを止めなかった。これにより、3人の関係に緊張が生じた。
それにもかかわらず、メジャーズとワデルは、レブンワース シティ & パイクのピーク エクスプレス会社が失敗した場合、ラッセル、メジャーズ、およびワデルも崩壊する可能性があることを知っていた。1859年10月28日に、3 人は新しいパートナーシップを結び、レブンワース シティ & パイクス ピーク エクスプレス会社の資産と負債を引き継いだ。1 か月も経たないうちに、おそらくパートナーに相談することなく、ラッセルは新しい会社を Central Overland California & Pike's Peak Express Company または COC & PP Express Co. と名付けた。
ロッキー山脈を通る中央ルート。 (南部ルートは、ミズーリ州セントルイスからテキサス州エルパソを経由してカリフォルニア州サンフランシスコに至るルートでした。 ) ラッセルは 12月にニューヨークに戻り、資金を調達して債権者を抑えた。1860年1月27日、彼は息子に次のような手紙を書いた。時間は十日」 
カンザス州議会からの勅許に基づき、セントラル オーバーランド カリフォルニア アンド パイクス ピーク エクスプレス会社がポニー エクスプレスを開始し、1860年4月3日に運行を開始した。短距離のルートを利用し、従来の駅馬車ではなく騎乗馬車を使用することで、ミズーリ州セントジョセフとカリフォルニア州サクラメントの間に高速郵便サービスを確立し、手紙は 10日で配達された。ラッセル、メジャーズ、およびワデルは、ポニー エクスプレスの運営を継続するための独占的な政府の郵便契約を勝ち取ることを望んでいたが、それは実現せず、ビジネス ベンチャーは失敗に終わり、1日あたり 1,000 ドル以上を失った。 1861年10月までに、ポニー エクスプレスは、電信線が完成したことと、政府がそれ以上の資金を提供することを望まなかったため、廃業した。
ポニー・エクスプレスを走らせ続けるための資金を確保しようとしたラッセルは、陸軍長官ジョン・ブキャナン・フロイドと内務省事務官ゴダード・ベイリーをめぐるスキャンダルに巻き込まれた。1857年、フロイド長官は、議会が支払っていない政府契約の支払いを個人的に保証していた。ラッセル、メイジャーズ、ワッデルはこの保証を利用して信用枠を確保したが、ポニー・エクスプレスの失敗により、今度は会社が倒産する恐れが出てきた。ベイリーは、ラッセル、メイジャーズ、ワッデルの債務の一部を保証しているフロイドが、会社が倒産すれば辞任を余儀なくされることを恐れたのか、ラッセルの資金調達に協力することに同意した。一連の違法な取引を通じて、インディアン信託基金から資金を得た。しかし、1860年12月1日、ベイリーがフロイドに自白したため逮捕され、ラッセルとともに裁判にかけられた。アメリカ南北戦争の勃発によって起訴は免れ、彼らは詭弁を弄して釈放された。しかし、債券スキャンダルはラッセル、メイジャーズ、ワッデルの名声を失墜させ、彼らの運送会社はすぐに破産に陥った。

## 晩年
ラッセルは多額の借金を抱え、以前の社会的つながりがなかったため、コロラド州の金採掘ベンチャーで財産を取り戻そうとしたが、失敗に終わった。彼の資産は債権者に返済するために1865年4月に売却された。彼は、ニューヨークのトーマス P. エイカーズとの仲介パートナーシップに参加したが、これも失敗した。健康を害したため、彼はミズーリ州に戻り、最初はセントルイスで娘と暮らし、次にミズーリ州パルマイラで息子と暮らした。彼は1872年9月10日に60歳でこの世を去った。